# Luigi Borghi (calciatore)
Luigi Borghi (Seveso, 26 settembre 1933 – ...) è stato un calciatore italiano, di ruolo attaccante.

## Carriera
Cresciuto nel Meda, passato al Vigevano vi disputa due stagioni. In seguito viene ceduto al Simmenthal Monza e con i biancorossi disputa due stagioni in Serie B, poi ritorna al Vigevano per altre due stagioni, la prima delle quali in Serie B con retrocessione, la seconda in Serie C. In totale ha disputato 80 partite tra i cadetti.